# Флярківка
Фляркі́вка — село в Україні, у Михайлівській сільській громаді, Черкаського району Черкаської області. Розташоване за 53 км від обласного центра — міста Черкаси. Населення становить 475 осіб.

## Географія
Селом протікає річка Жаботинка.